# Gunvor Stenberg
Gunvor Stenberg (i riksdagen kallad Stenberg i Umeå), född 17 december 1913 i Piteå landsförsamling, död 21 december 1976 i Umeå stadsförsamling, var en svensk folkskollärare och politiker för dåvarande Högerpartiet och senare Moderata samlingspartiet. Hon var speciallärare i Umeå från 1943 och blev rektor för kommunens specialundervisning 1971. Stenberg var ledamot av riksdagens första kammare 1963-1970, invald i Västerbottens läns och Norrbottens läns valkrets. På kommunal nivå tillhörde hon Umeå stadsfullmäktige 1954-1962 och var ledamot av Västerbottens läns landsting 1958-1964.